# Meerlo
Meerlo (Limburgs: Mieëldere) is een dorp in de Nederlands-Limburgse gemeente Horst aan de Maas. Het was tot 1969 samen met de dorpen Blitterswijck, Swolgen en Tienray een zelfstandige gemeente, waarna het samengevoegd werd met Wanssum en Geijsteren tot de – sinds 2010 voormalige – gemeente Meerlo-Wanssum. Vanaf 1 januari 2010 is Meerlo, samen met Tienray en Swolgen, samengevoegd bij de gemeente Horst aan de Maas.

## Geschiedenis
Een grafheuvel van omstreeks 700 v.Chr. (Late Bronstijd) getuigt van bewoning in de prehistorie.
In de Middeleeuwen was Meerlo een heerlijkheid, die in 1648 onderdeel werd van Spaans Gelre en in 1713 van Pruisen. In de Franse tijd werd Meerlo, samen met de heerlijkheden Blitterswijck en Swolgen (inclusief Tienray), één gemeente, die in 1815 bij Nederland kwam. Einde 1944 leed het dorp aanzienlijke schade door oorlogshandelingen.
In 1969 werd de gemeente samengevoegd met Wanssum en Geijsteren tot de gemeente Meerlo-Wanssum. In 2010 werd de gemeente Meerlo-Wanssum opgedeeld: Meerlo, Tienray en Swolgen werden toegevoegd aan de gemeente Horst aan de Maas. Wanssum, Blitterswijck en Geijsteren werden toegevoegd aan de gemeente Venray.

## Schepenbank en Wapen Meerlo
De oudste akte van de schepenbank Meerlo is van 3 december 1468. Aktes werden gezegeld door de schout, plaatselijke heer of zelfs de pastoor. Het eigen wapen komt voor het eerst voor in 1651. Het toont Johannes de Doper met een herdersstaf die een opspringend lam aait.

## Bezienswaardigheden
- Johannes de Doperkerk, uit 1935 en 1954.
- Sint-Goarkapel, uit 1662.
- Kasteel van Meerlo (Het Kasteelke).
- Huize Meerlo, een woonhuis aan Monseigneur Jenneskensstraat 2, met gezwenkte topgevels, uit omstreeks 1700.
- Mariakapel in Megelsum, oorspronkelijk uit 1700, vernieuwd in 1821.
- Sint-Jozefkapel

## Natuur en landschap
Meerlo ligt in het dal van de Groote Molenbeek, op een hoogte van ongeveer 19 meter. Iets ten noorden van Meerlo komt de Boddebroeker Loop in de Groote Molenbeek uit. Beide beken zijn deel hermeanderd. Ten westen van de Groote Molenbeek liggen percelen loofbos op de voormalige Meerlosche Heide. In het noorden vindt men de Hooge Heide, en in het oosten ligt het Schuitwater, een langgerekte plas die ooit tot een Maasmeander behoorde.
Meerlo ligt aan het Pieterpad.

## Nabijgelegen kernen
Oostrum, Oirlo, Tienray, Wanssum, Blitterswijck, Castenray

## Geboren in Meerlo
- Marijn Poels (1975), documentairemaker

## Cultuur
- Fanfare "Eendracht" bestaat sinds 1890.
- In maart 2009 werd een torso onthuld ter nagedachtenis aan Herman Linskens die door eigen vuur in 1948 sneuvelde bij Poekarang op het eiland Java tijdens de onafhankelijkheidsstrijd in het toenmalig Nederlands-Indië.
- Van 1969-1974 vond er een meerdaags open air popfestival plaats, Merlin Pop of ook Midsummer Pop geheten. De media, waaronder muziekkrant OOR, repten van het "Zuid-Nederlandse Woodstock". Er traden zowel landelijk bekende alsook internationale bands op, zoals Focus, Genesis, Kayak, Tim Hardin, Canned Heat en vele anderen.

## Galerij

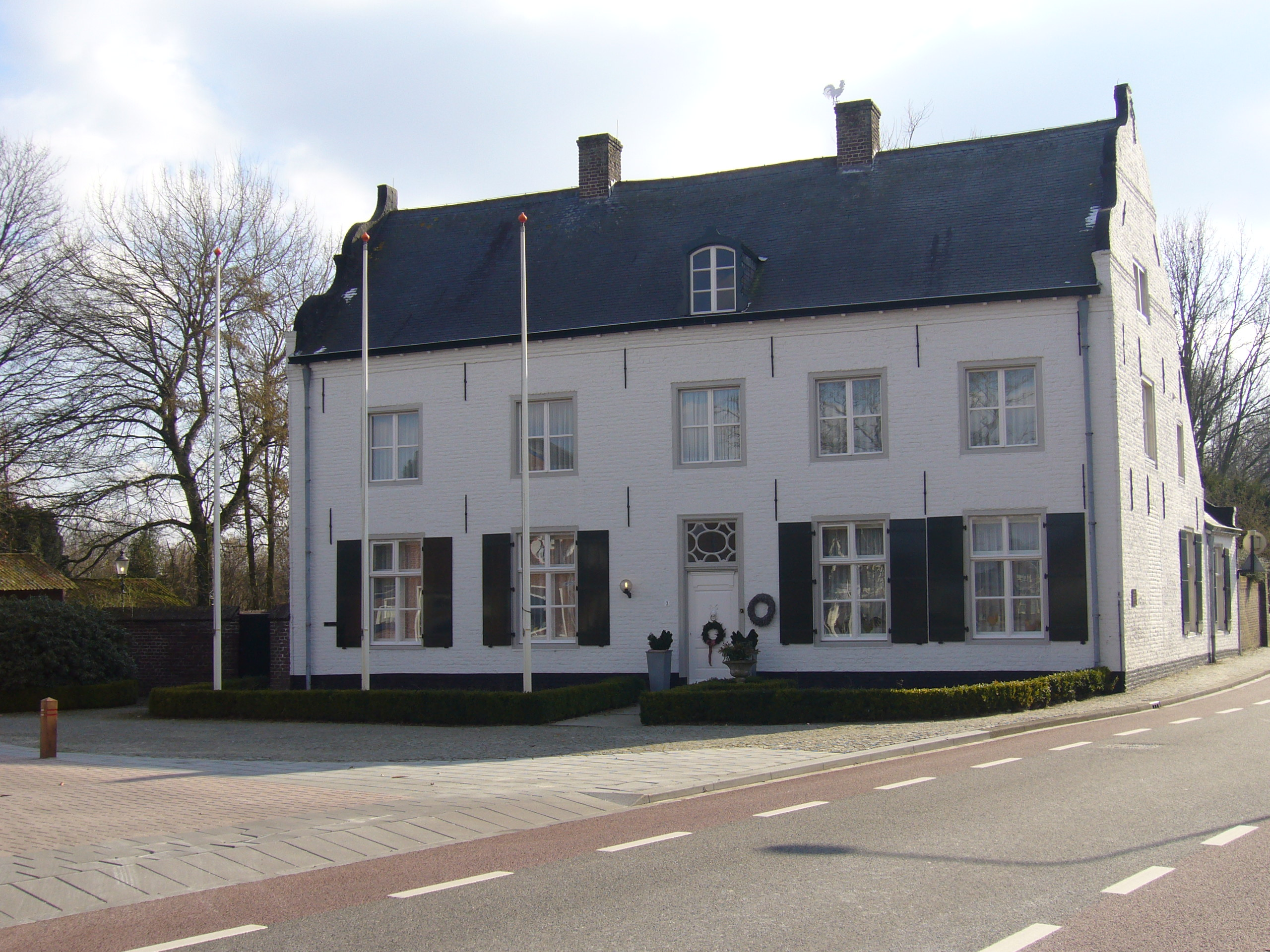
Frontaanzicht Huize Meerlo
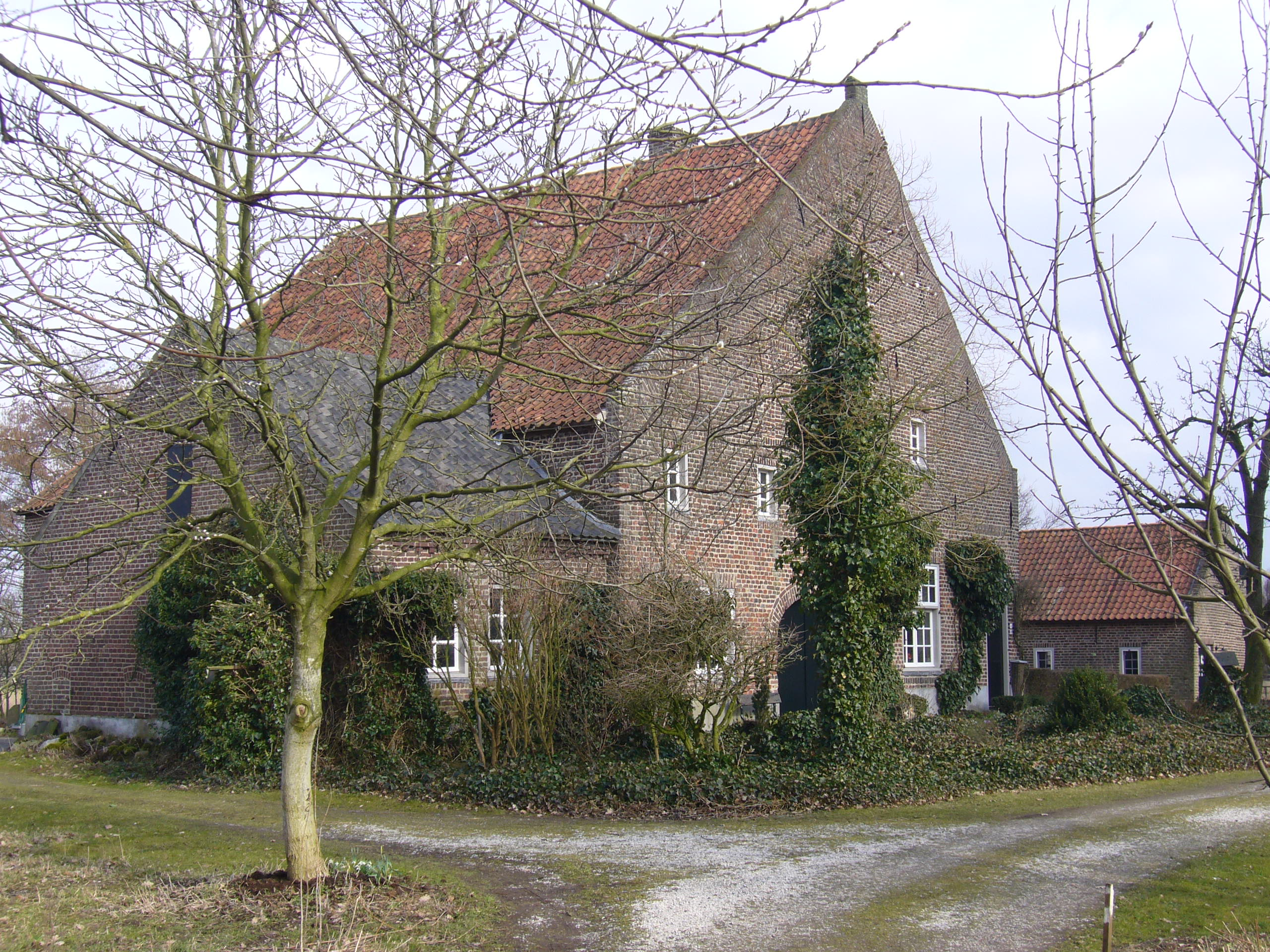
Het Kasteelke
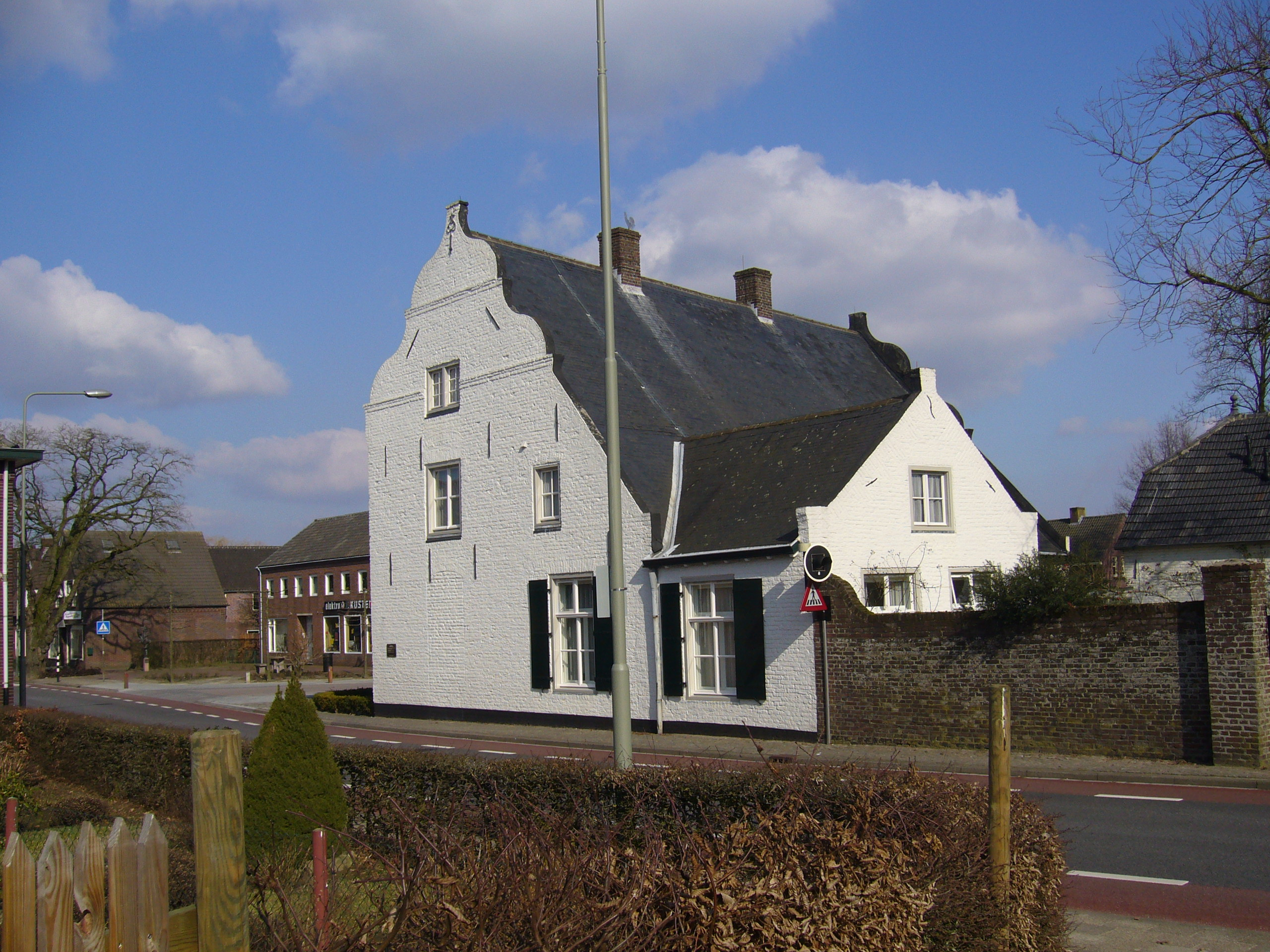
Zijaanzicht Huize Meerlo
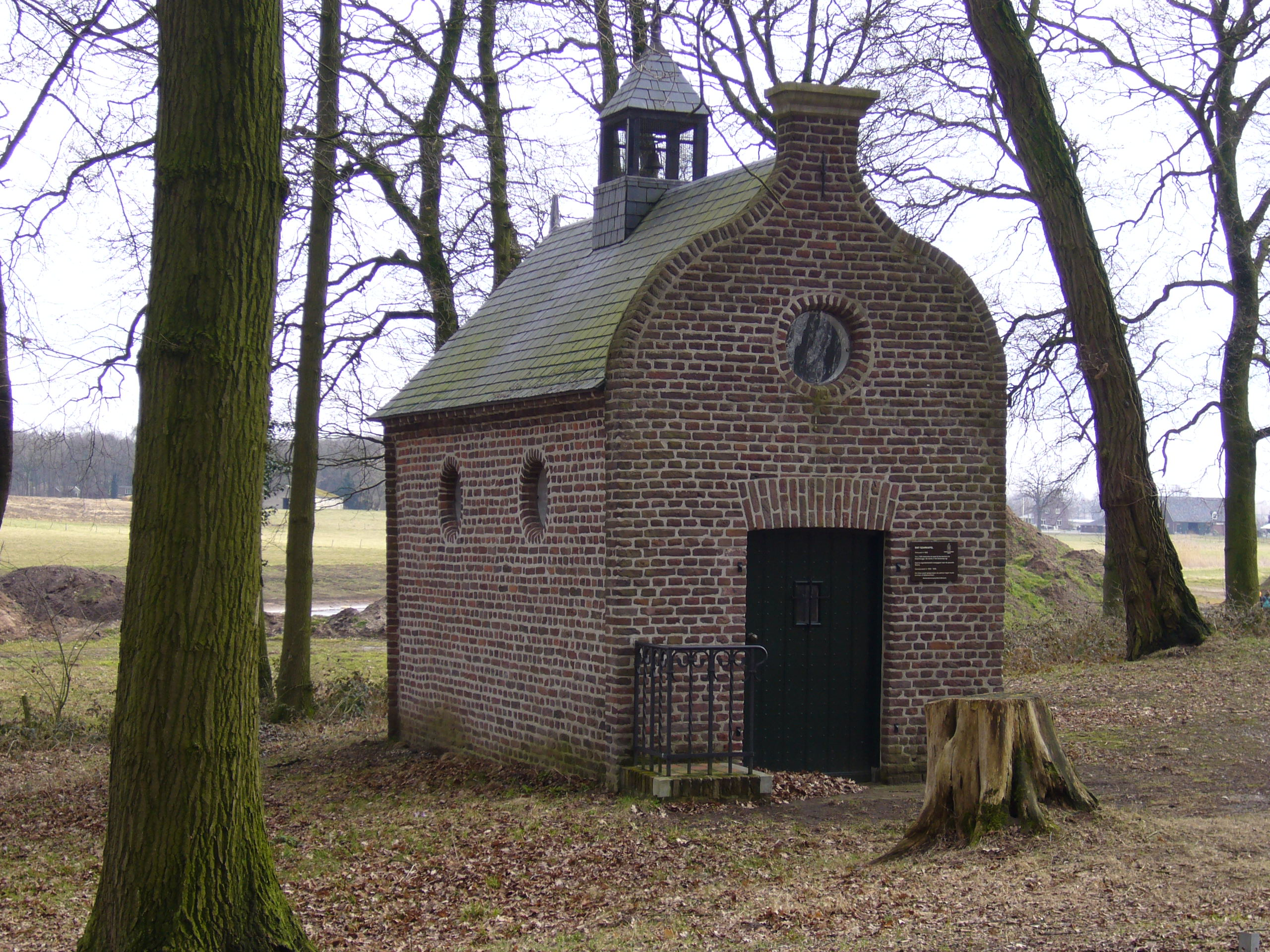
Sint Goarkapel
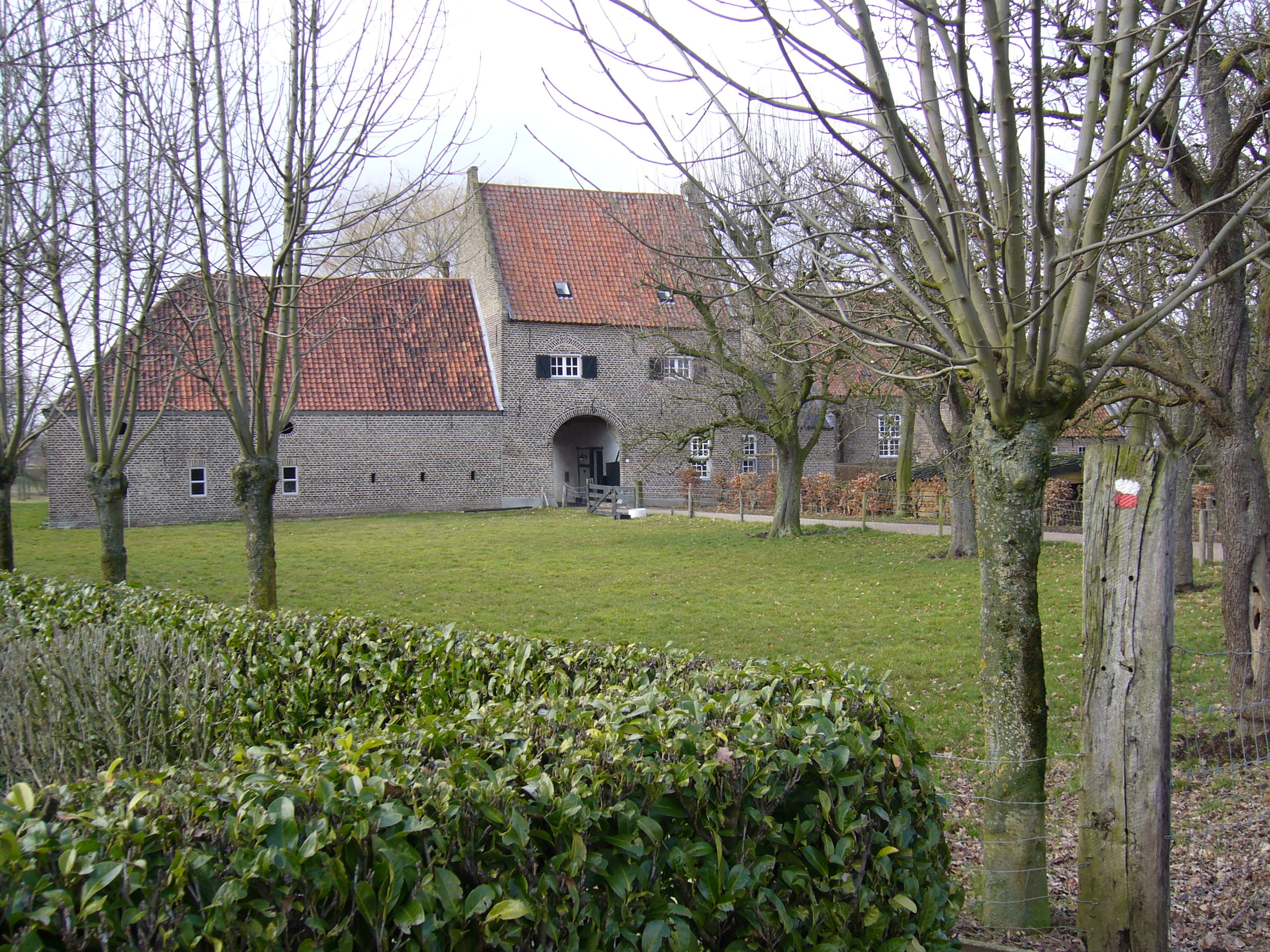
Poortgebouw van Het Kasteelke met Pieterpadmarkering
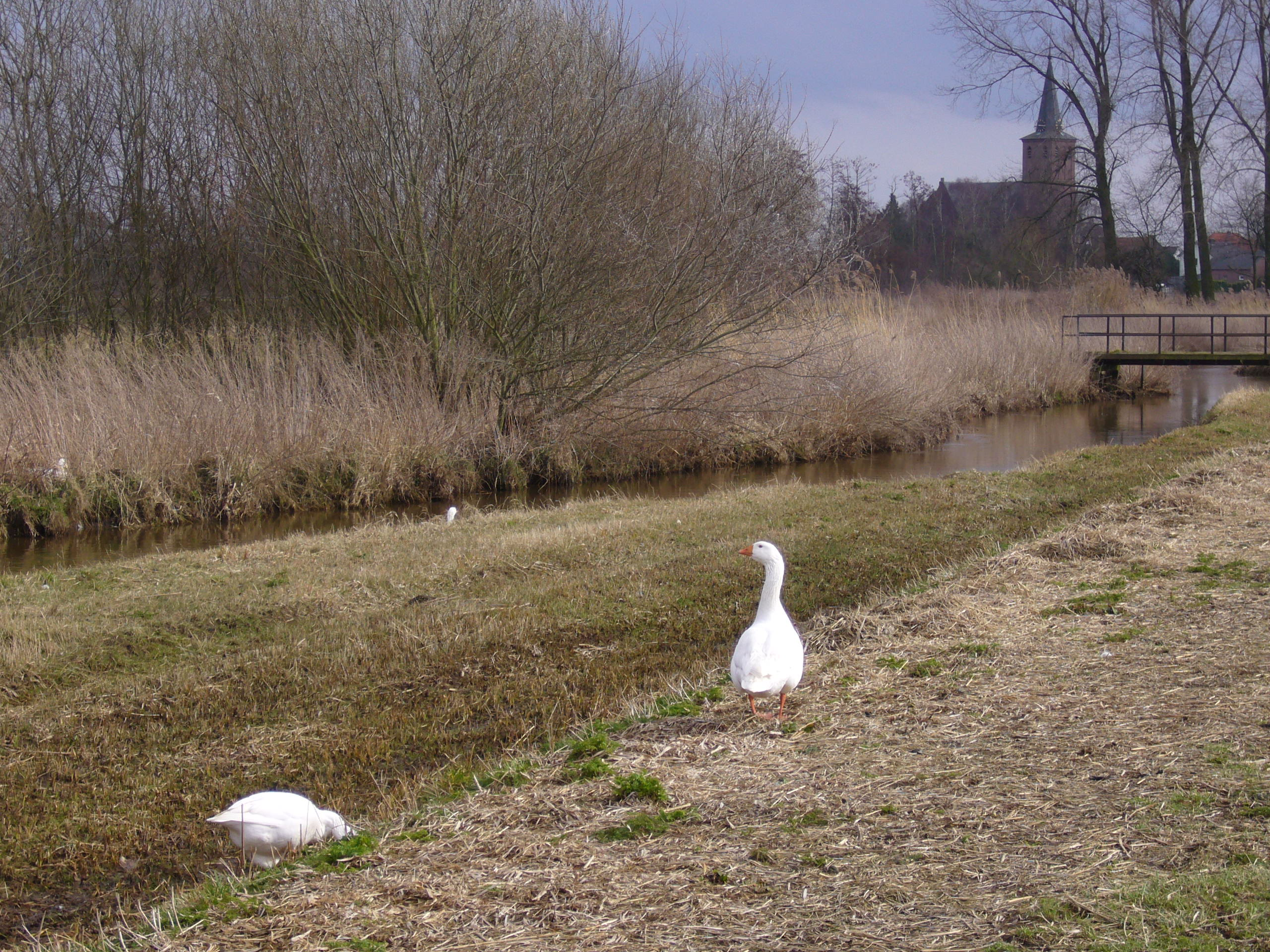
De Groote Molenbeek met op de achtergrond de kerk St.Johannes de Doper te Meerlo
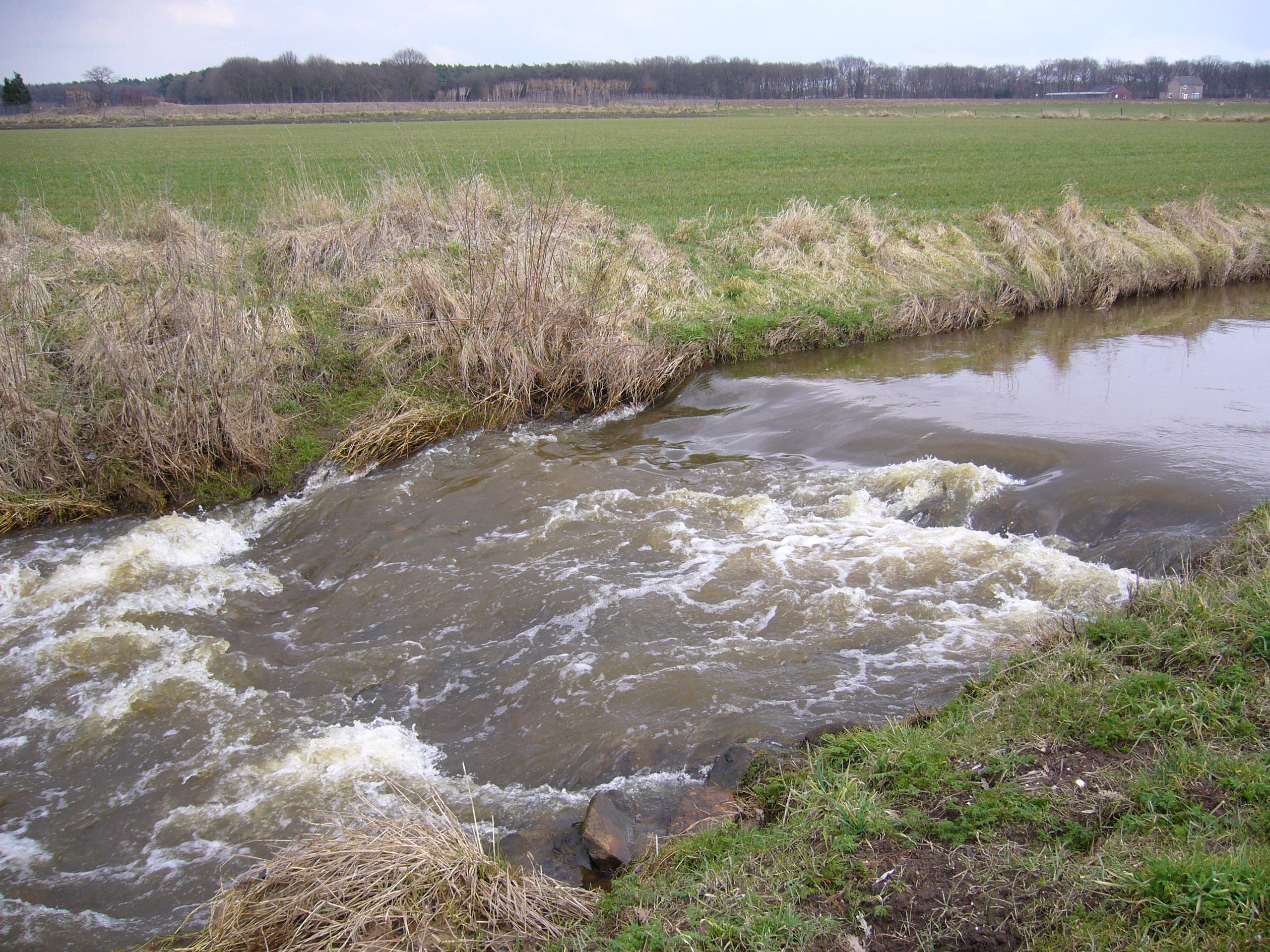
Vistrap in de Groote Molenbeek
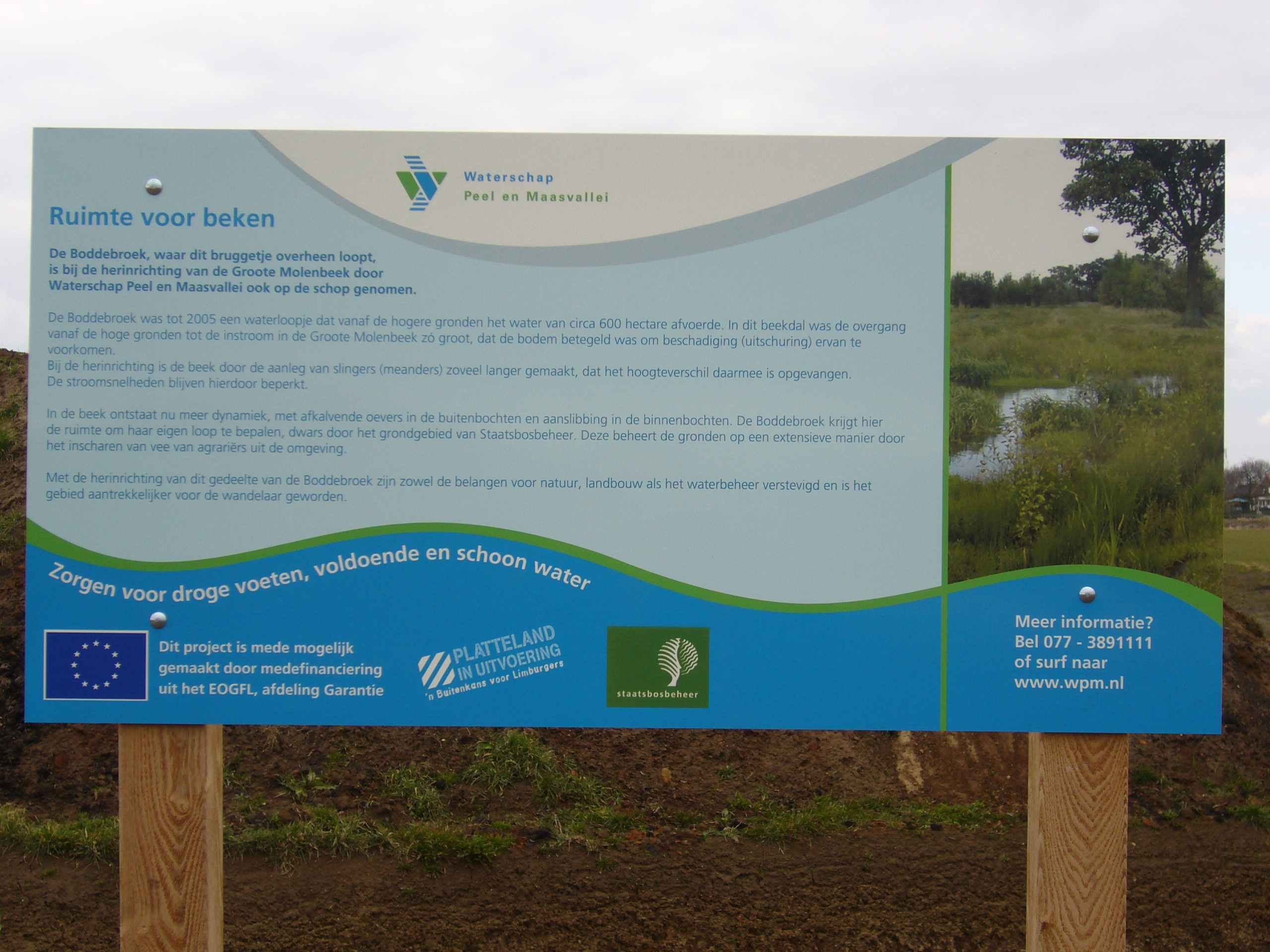
Paneel van het Waterschap Peel en Maasvallei over de herinrichting van de Boddebroeker Loop
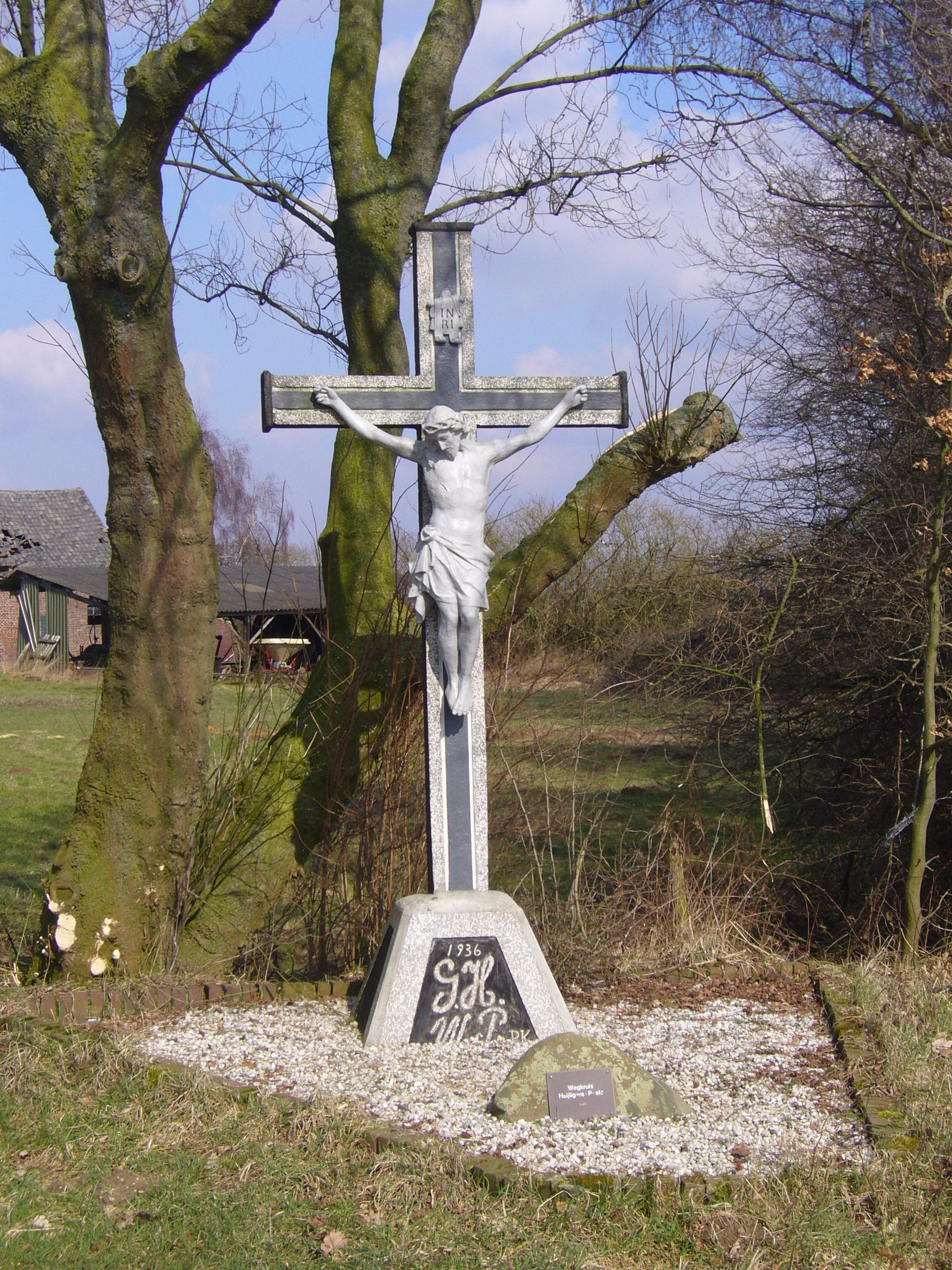
Veldkruis op de Keuter
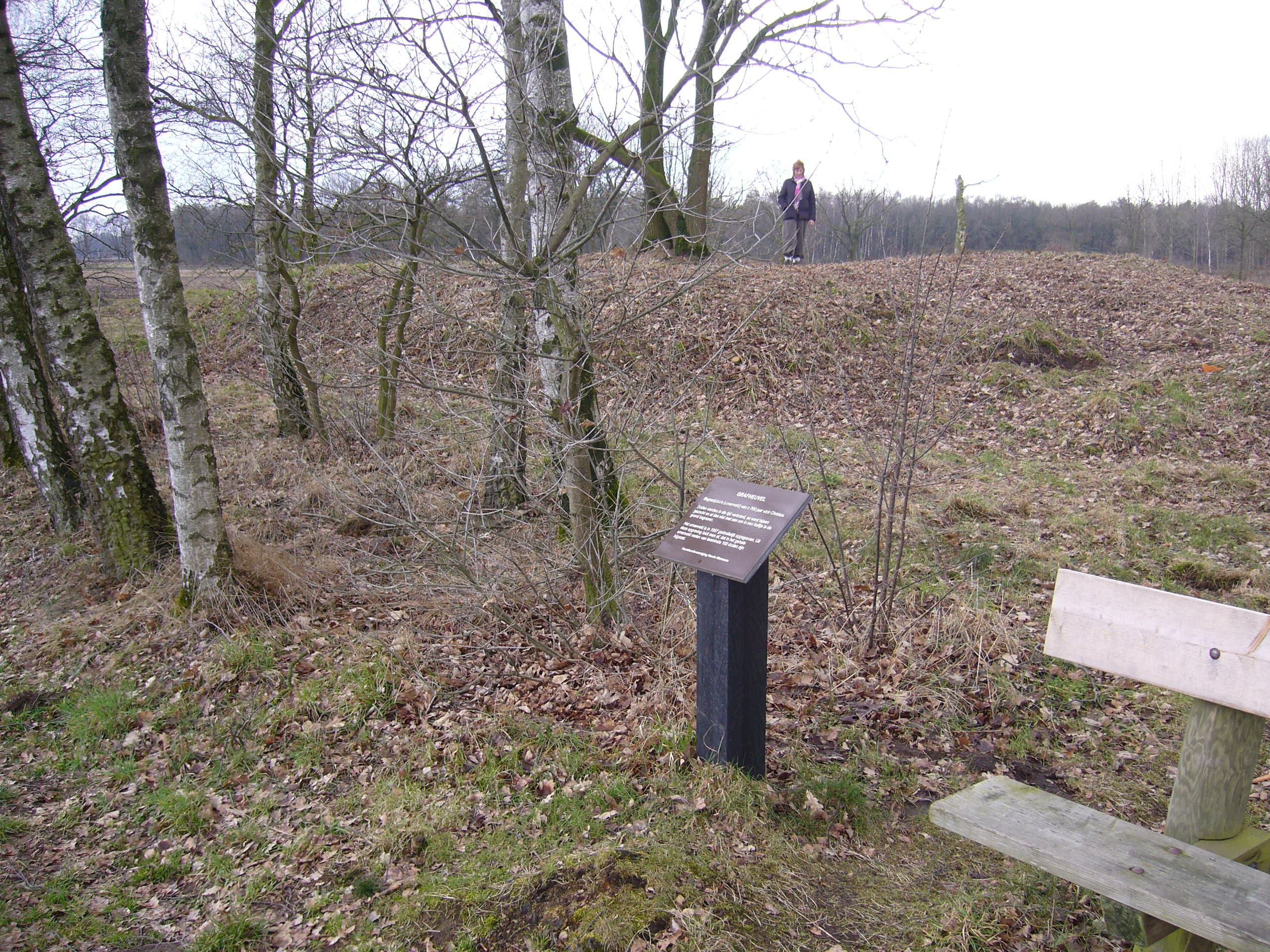
Grafheuvel aan de Postbaan
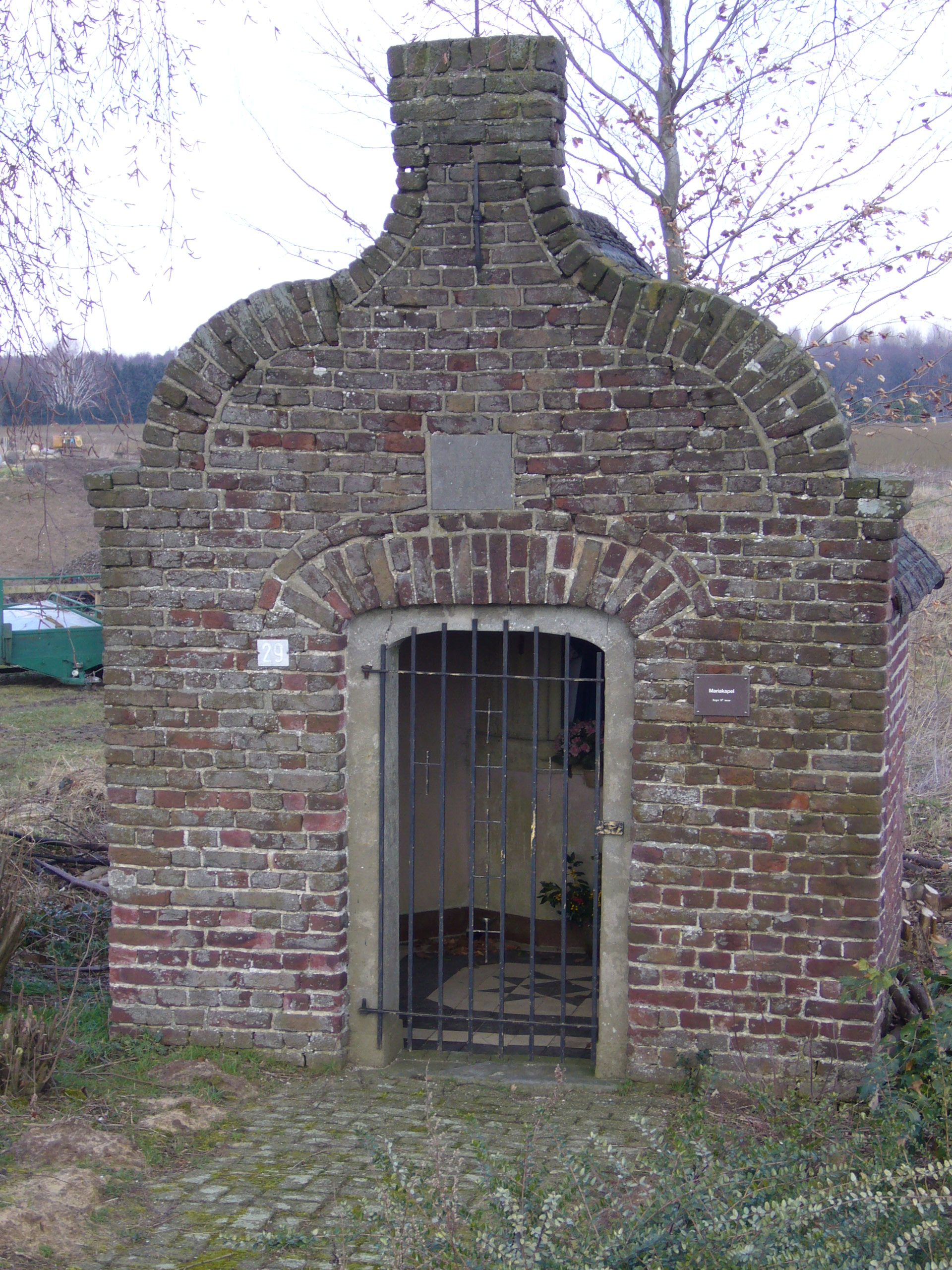
Mariakapelletje Megelsum
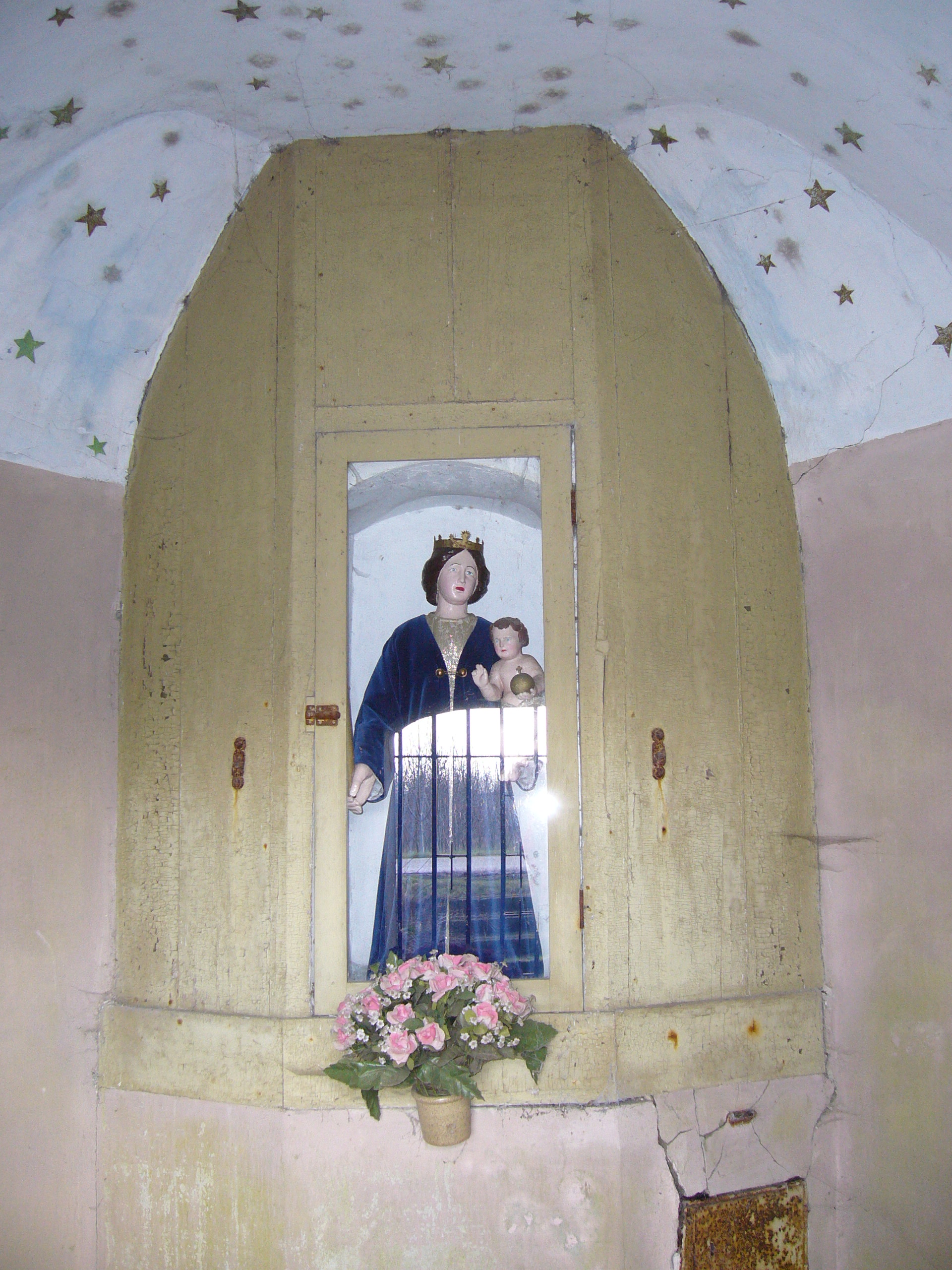
Interieur Mariakapelletje Megelsum
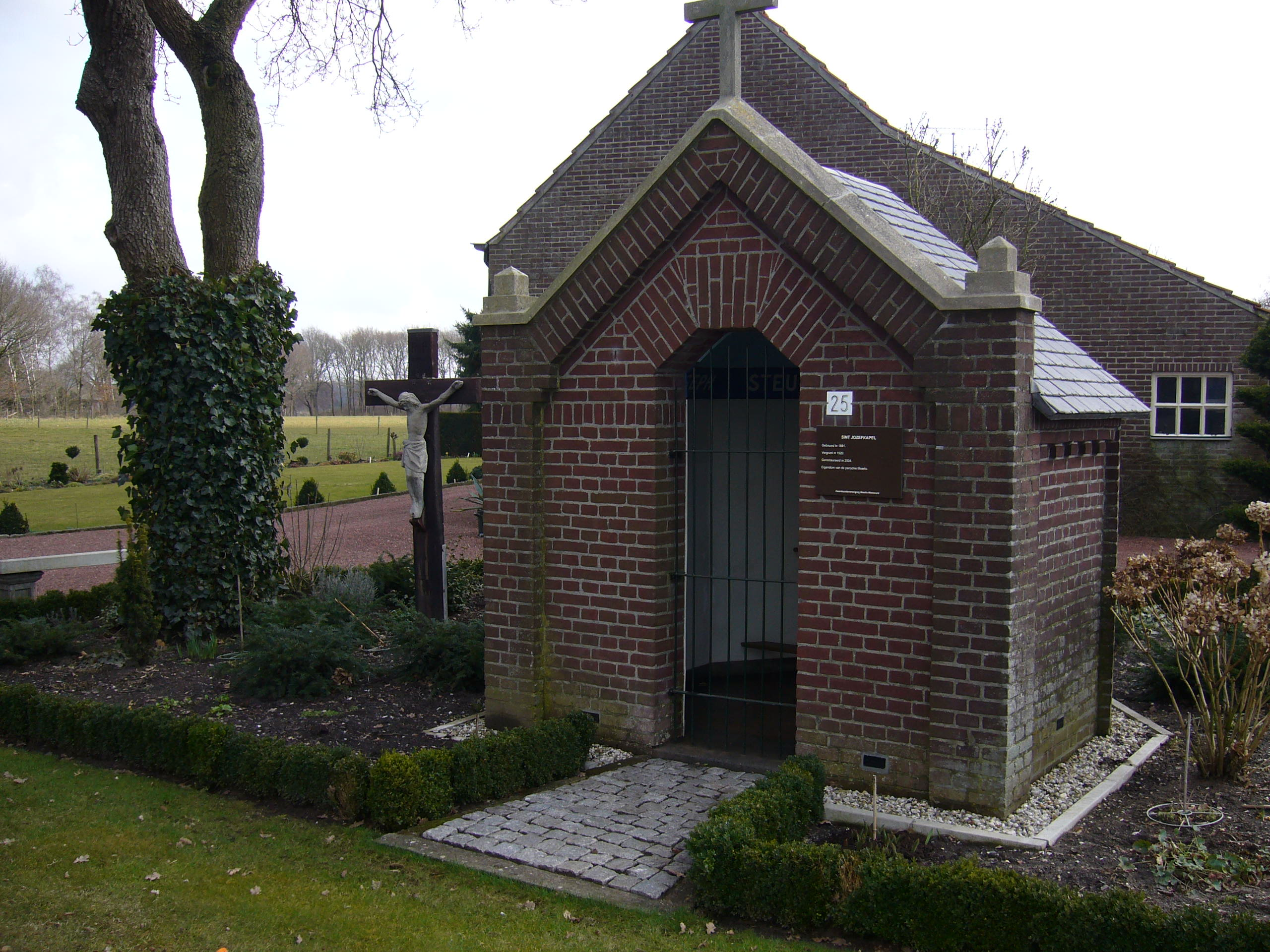
Jozefkapelletje aan de Cocq van Haeftenstraat
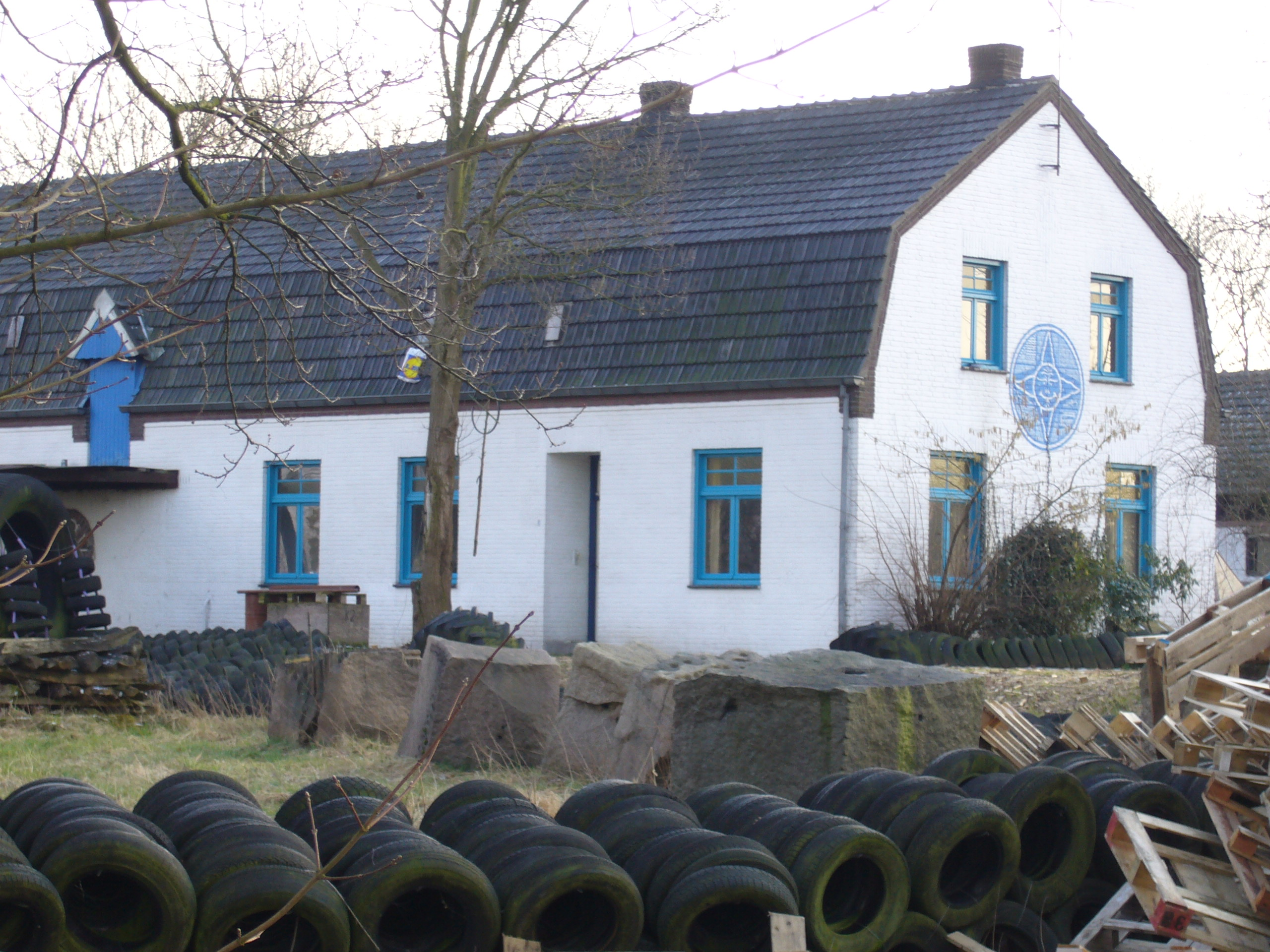
Kunstgalerie Pacha Mama
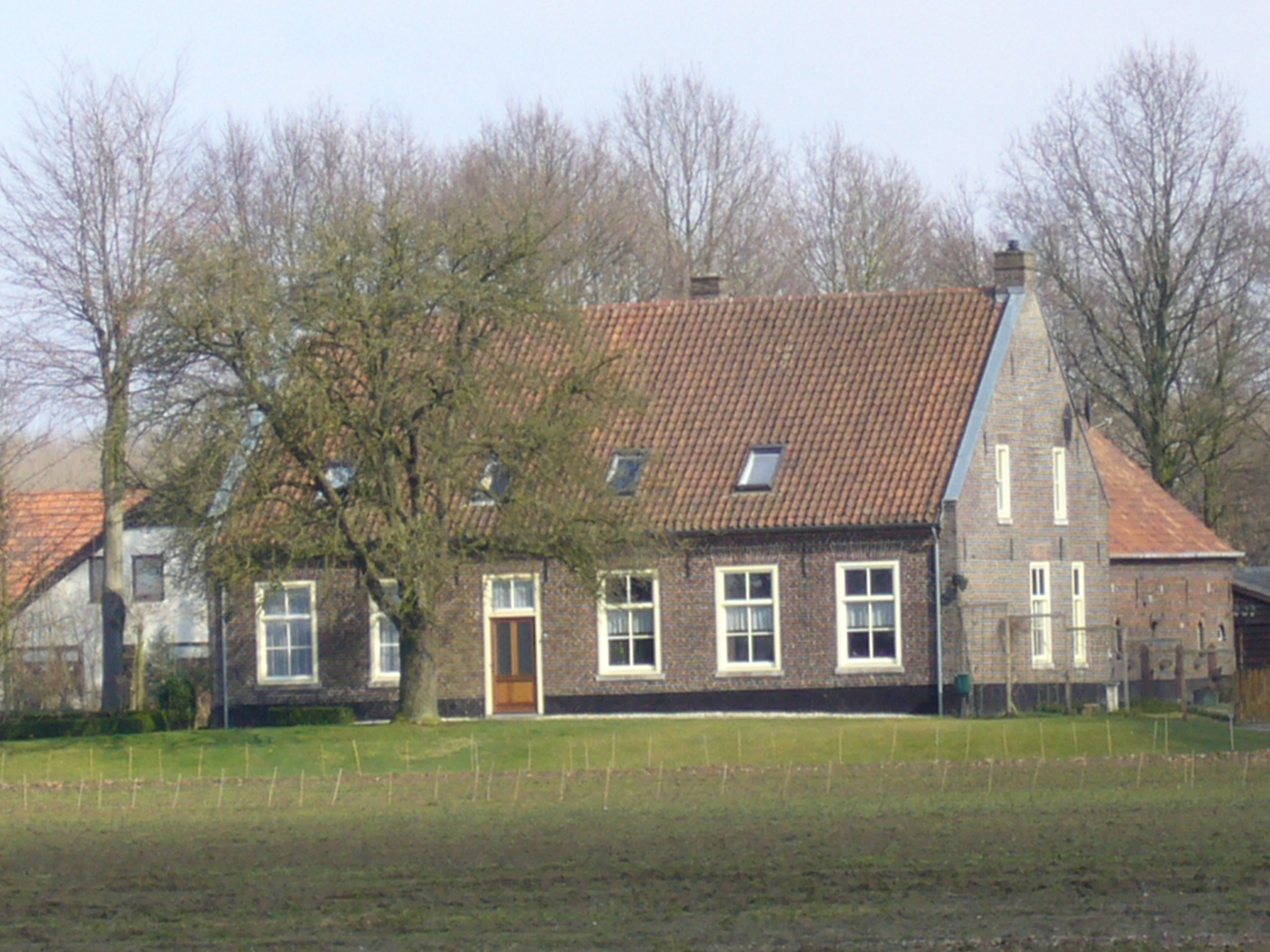
Hoeve Lutjenshof in de buurtschap Megelsum
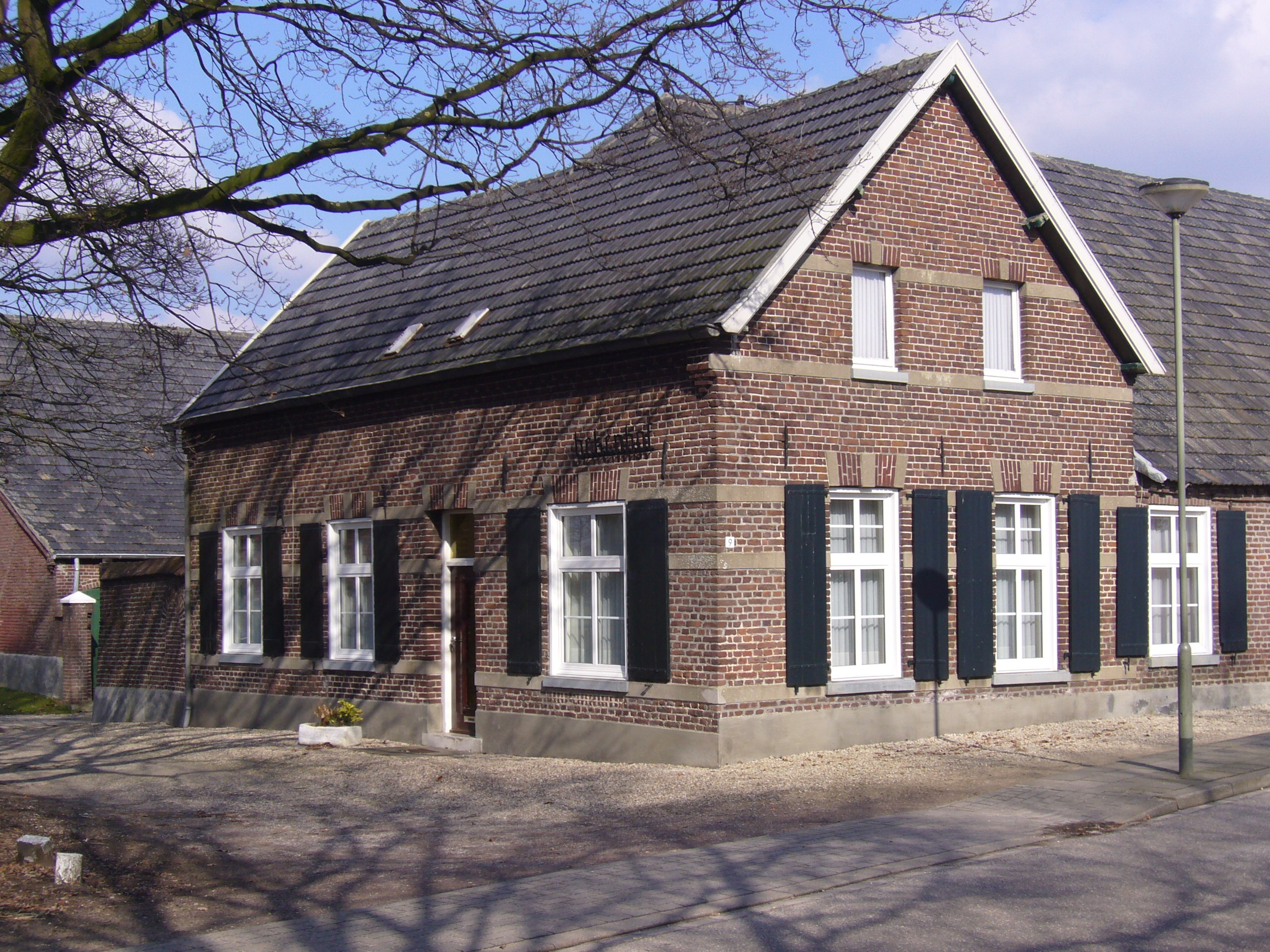
Hoeve Bekenhof
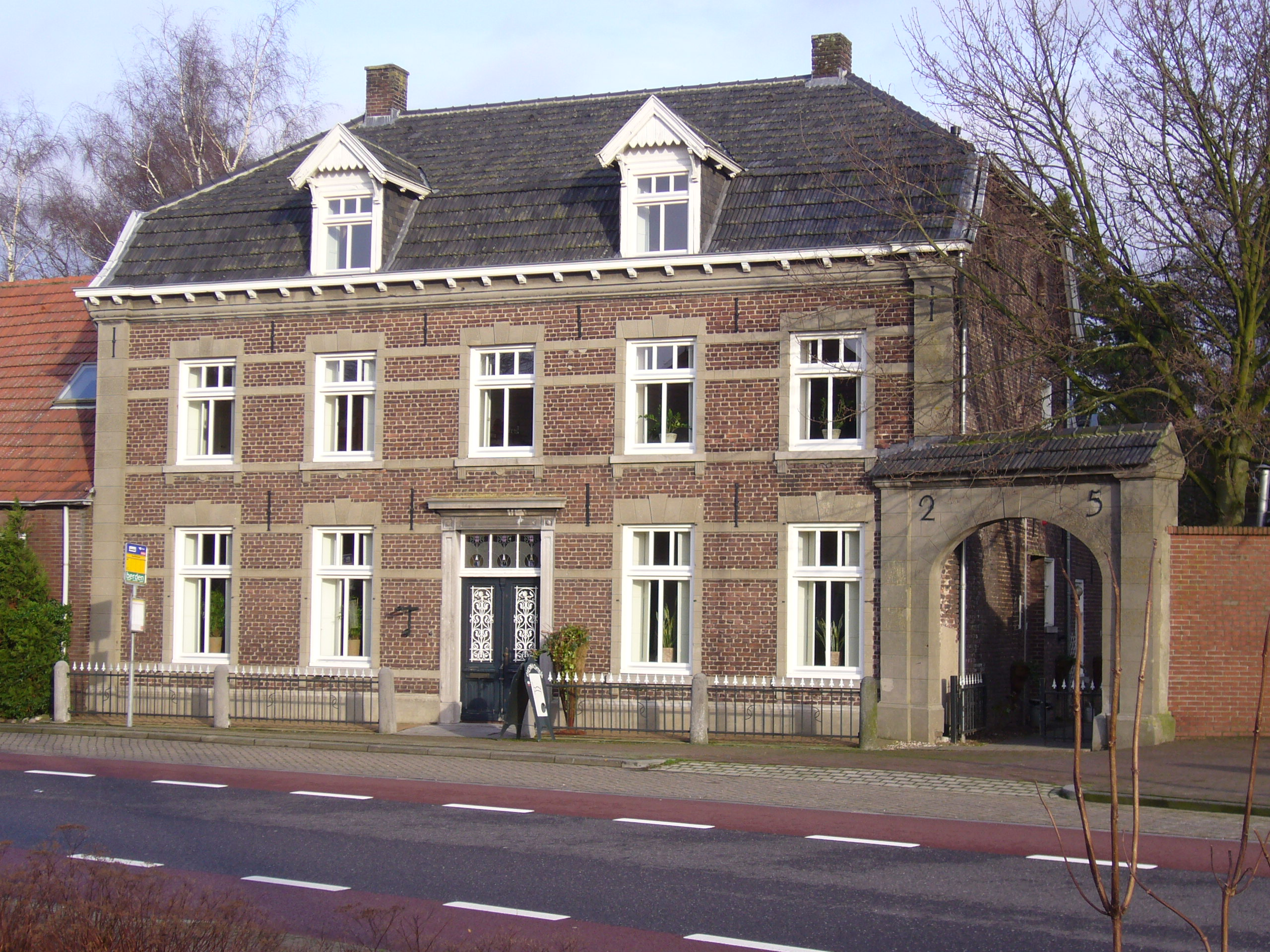
Monumentaal historisch pand anno 1771 aan de Hoofdstraat, momenteel in gebruik als Bed and Breakfast.
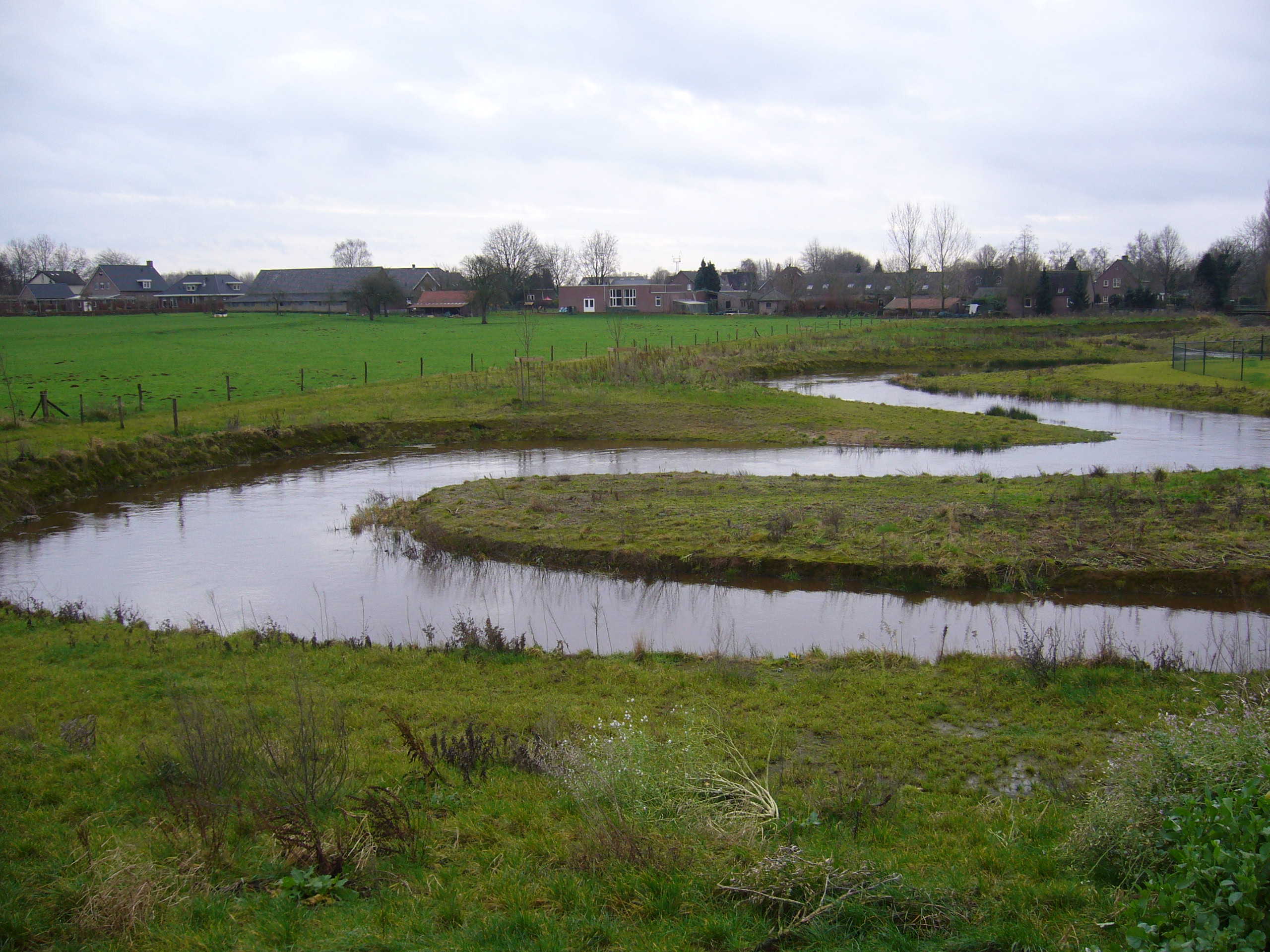
Meanderende Groote Molenbeek
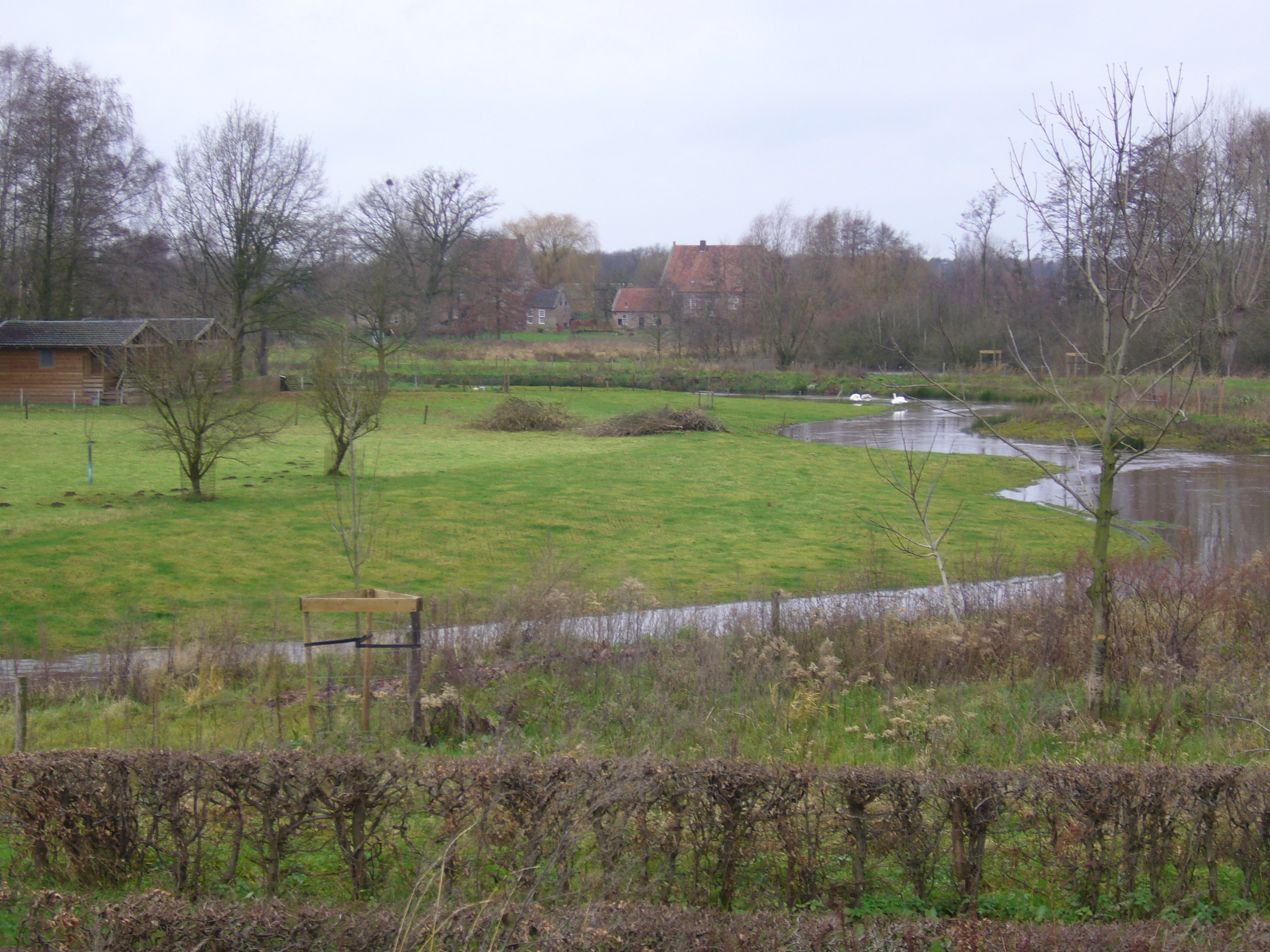
Meanderende Groote Molenbeek met op de achtergrond het Kasteelke en links twee trekkershutten ten behoeve van Pieterpadwandelaars
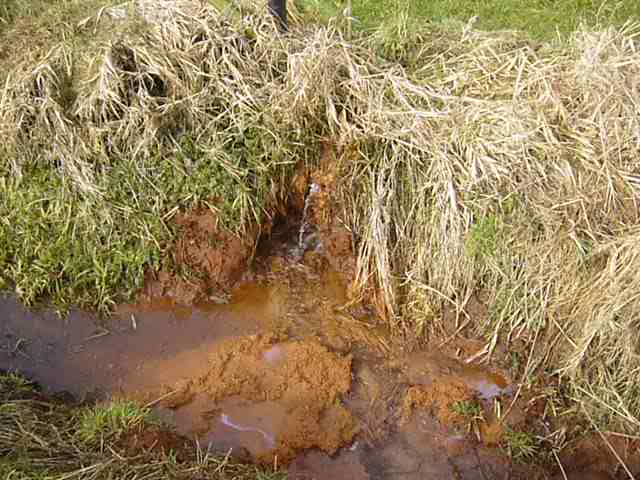
Bron met ijzerhoudend water aan de Ham

Dorpen: America · Broekhuizen · Broekhuizenvorst · Evertsoord · Griendtsveen · Grubbenvorst · Hegelsom · Horst · Kronenberg · Lottum · Meerlo · Melderslo · Meterik · Sevenum · Swolgen · Tienray

Buurtschappen: Broek (Horst) · Broek (Sevenum) · Broekeind · Californië · Eikelenbosch · Elshout · Genenberg · Gun · Hazenhorst · De Hees · De Heide · Hei-Oostenrijk · Homberg · Houthuizen · Keuter · Legert · Lovendaal · Megelsum · Most · Ooijen · Osterbos · Raaiend · Schadijk · Steeg · De Steegh · Stokt · Tongerlo · Ulfterhoek · Veld-Oostenrijk · Vinkepas · De Vorst · Wielder · Zeelberg · Zwaanenheike · Zwarte Plak

Limburg: Steden en dorpen      Nederland: Provincies · Gemeenten